# Шахбаз Хан (гідролог)
Шахбаз Хан (англ. Shahbaz Khan; нар. в Джелумі, Пакистан)  — австралійський кліматолог та гідролог, який багато працював у ЮНЕСКО, а також консультував уряди та університети з питань клімату та управління водними ресурсами.

## Кар'єра
Хан консультував уряд Австралії щодо програм управління водними ресурсами, таких як план прем'єр-міністра у галузі водопостачання на 2007 рік. Він координував міждисциплінарні дослідницькі програми в рамках ініціативи Австралійського кооперативного дослідницького центру.
Раніше Хан був професором гідрології та директором Міжнародного водного центру в Університеті Чарльза Стерта (Австралія) та керівником досліджень / директором зрошуваних систем та районів сільського водокористування CSIRO Австралії. Він також був частиною команди, яка розробила комп'ютерну систему раннього попередження про повені в Пакистані, відому як Система раннього попередження про повені (FEWS).
Хан розробив серію математичних моделей SWAGMAN для зрошення, боротьби з посухою, потоку підземних вод та транспортування забруднюючих речовин і взаємодії поверхнево-підземних вод.
Зараз він є директором Кластерного офісу ЮНЕСКО в Пекіні, який обслуговує Північну Корею, Японію, Монголію, Китай та Південну Корею. Раніше він був директором кластерного офісу в Джакарті та Регіонального бюро з питань науки в Азії та Тихоокеанському регіоні, виконуючи обов'язки представника ЮНЕСКО в Індонезії, Брунеї-Даруссаламі, Малайзії, Філіппінах та Східному Тиморі.
На попередній посаді в ЮНЕСКО він був начальником відділу з питань сталого розвитку водних ресурсів та управління при ЮНЕСКО в Парижі. Його робота в ЮНЕСКО включає водну освіту для сталого розвитку, гідрологію для навколишнього середовища, життя та політики (HELP), екогідрологію, воду та етику, енергетику та продовольчий зв’язок у рамках Міжнародної гідрологічної програми (IHP). Він консультує держави-члени ООН з питань екологічної політики, перегляду навчальних планів та забезпечення багатосторонньої підтримки науково-дослідних та освітніх проектів, особливо в Азійсько-Тихоокеанському регіоні.

## Нагороди та визнання
- Член групи Vision 2020 австралійського прем'єр-міністра.[7]
- Австралійська премія Eureka.[8]
- Австралійсько-Новозеландське Моделювання і Медаль Дворічного моделювання Суспільства, 2007 (англ. Australia-New Zealand Modelling and Simulation Society Biennial Medal).[9]
- Нагорода провідного наукового співробітника університету імені Чарльза Стерта 2006 року.
- У 2016 році отримав звання почесного доктора в галузі довкілля та розвитку від Universiti Kebangsaan Malaysia (UKM) за роботу з води, навколишнього середовища та сталого розвитку.[4]
- 14 грудня 2018 року він отримав звання доктора наук з Бірмінгемського університету за його внесок у вирішення глобальних проблем управління водними ресурсами та охороною навколишнього середовища.[10]